# Nicolaas Store
Nicolaas Store is een bouwwerk in het centrum van San Nicolas. Het werd omstreeks 1940 gebouwd als winkelpand en is thans erkend monument. Sedert 2018 is hier het Gemeenschapsmuseum San Nicolas gehuisvest.

## Geschiedenis
Begin jaren dertig van de 20e eeuw gaf Francisco (Noni) Geronimo Nicolaas (1986-1972) opdracht om een betonnen gebouw op te trekken aan de B. v.d. Veen Zeppenfeldtstraat 27. Hierin vestigde hij zijn winkel Nicolaas Store, waar boeken, kranten, schrijfwaren, muziekinstrumenten, cadeau-artikelen en andere snuisterijen werd verkocht. De winkel was populair onder de inwoners van San Nicolas, een industriestadje dat in de periode 1930-1960 een enorme migranteninstroom kende vanwege de daar gevestigde olieraffinaderij Lago Oil & Transport Co. Ltd. Nicolaas was afkomstig van Bonaire en woonde met zijn zoon Yuchi aan de B. v.d. Veen Zeppenfeldtstraat 23/25. Omstreeks 1936 werd een verdieping aan het pand toegevoegd, welke ruimte als woning werd gebruikt toen zijn vrouw en dochters zich ook op Aruba vestigden. Later verhuisde het gezin naar de Bernhardstraat 160. Nadat de familie Nicolaas de winkelactiviteiten staakte werd nog enkele jaren het pand aan derden verhuurd. Sinds de jaren negentig is het gebouw niet meer in gebruik.

## Monument
In augustus 2013 kocht het Monumentenfonds Aruba (SMFA) het gebouw van de familie Nicolaas, het eerste particulier bezit dat door het SMFA is verworven. Bijzonderheid van het historisch pand is het interieur, ook de vloeren en houten deuren zijn nog in oorspronkelijke staat. Vanaf het terras op de tweede verdieping is er uitzicht van 360 graden over de stad.  In samenwerking met het Monumentenbureau Aruba en Nationaal Restauratiefonds werd in september 2015 aangevangen met de restauratie. Na voltooiing van de restauratie werd hier in 2018 het gemeenschapsmuseum San Nicolas gehuisvest.